# 二子塚古墳 (福山市)
二子塚古墳（ふたごづかこふん）は、広島県福山市駅家町中島にある古墳。形状は前方後円墳。国の史跡に指定されている。以前から知られていた後円部の大型の横穴式石室が調査され、金銅装双龍環頭柄頭などさまざまな遺物が出土している。

## 概要
尾根上に位置する前方後円墳で、前方部を西南西に置いている。2002年から2005年にかけて福山市教育委員会により国史跡の指定をめざす発掘調査が行なわれ、墳丘と後円部にある大規模な横穴式石室などが調査されている。墳丘は裾部分に墳丘を画する狭い周濠を設けており、墳丘長は68メートル、後円部径41メートル、前方部幅30メートルの規模である。前方部にも全長12．5メートルの横穴式石室があることが確認されている。墳丘には埴輪や葺石は用いられていないことが判っている。2006年に「福山古墳ロード」Aコースに指定され、地元郷土史団体(備陽史探訪の会）と福山市の協働により案内板設置などの整備が行われた。

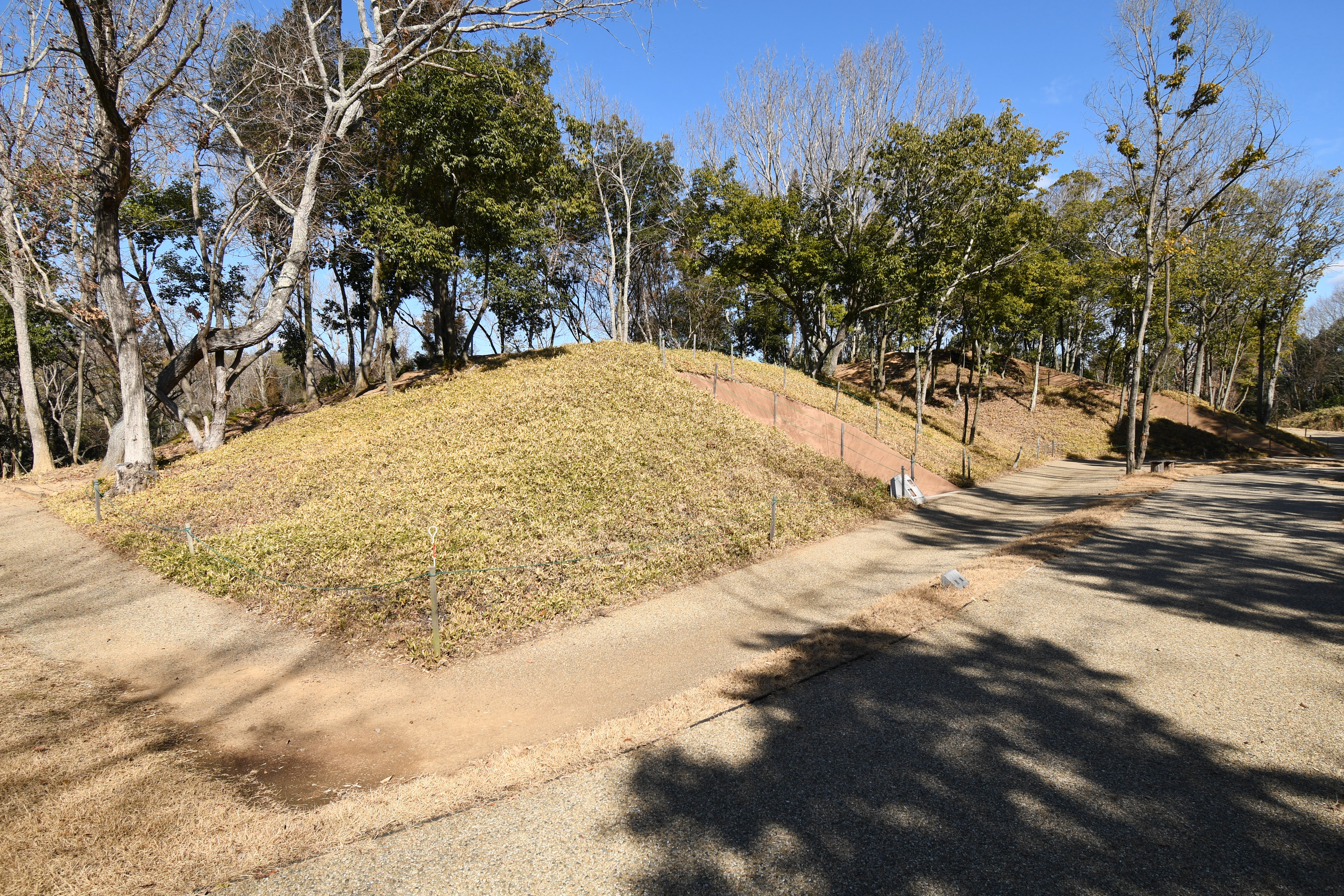
墳丘（南側）
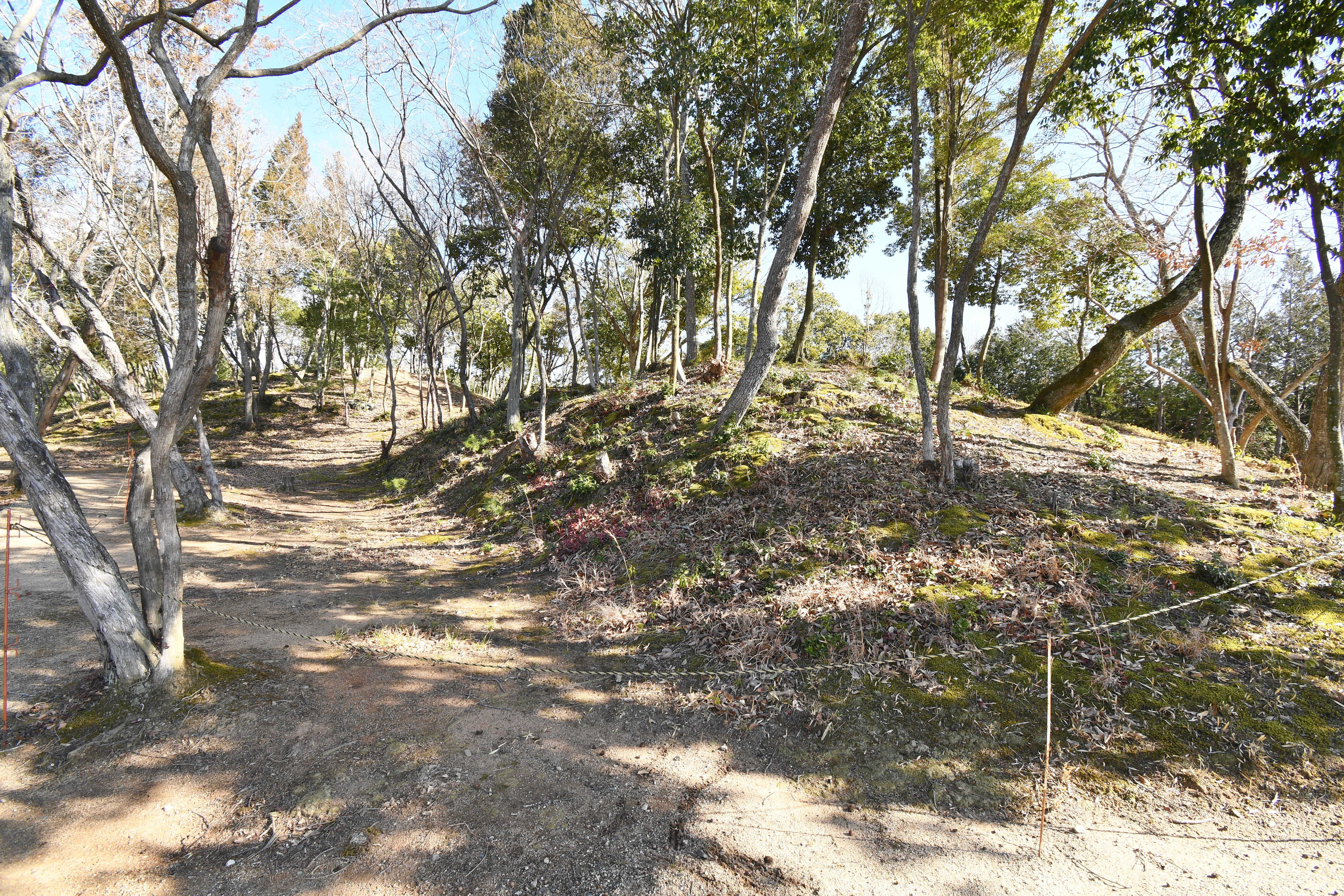
墳丘（北側）
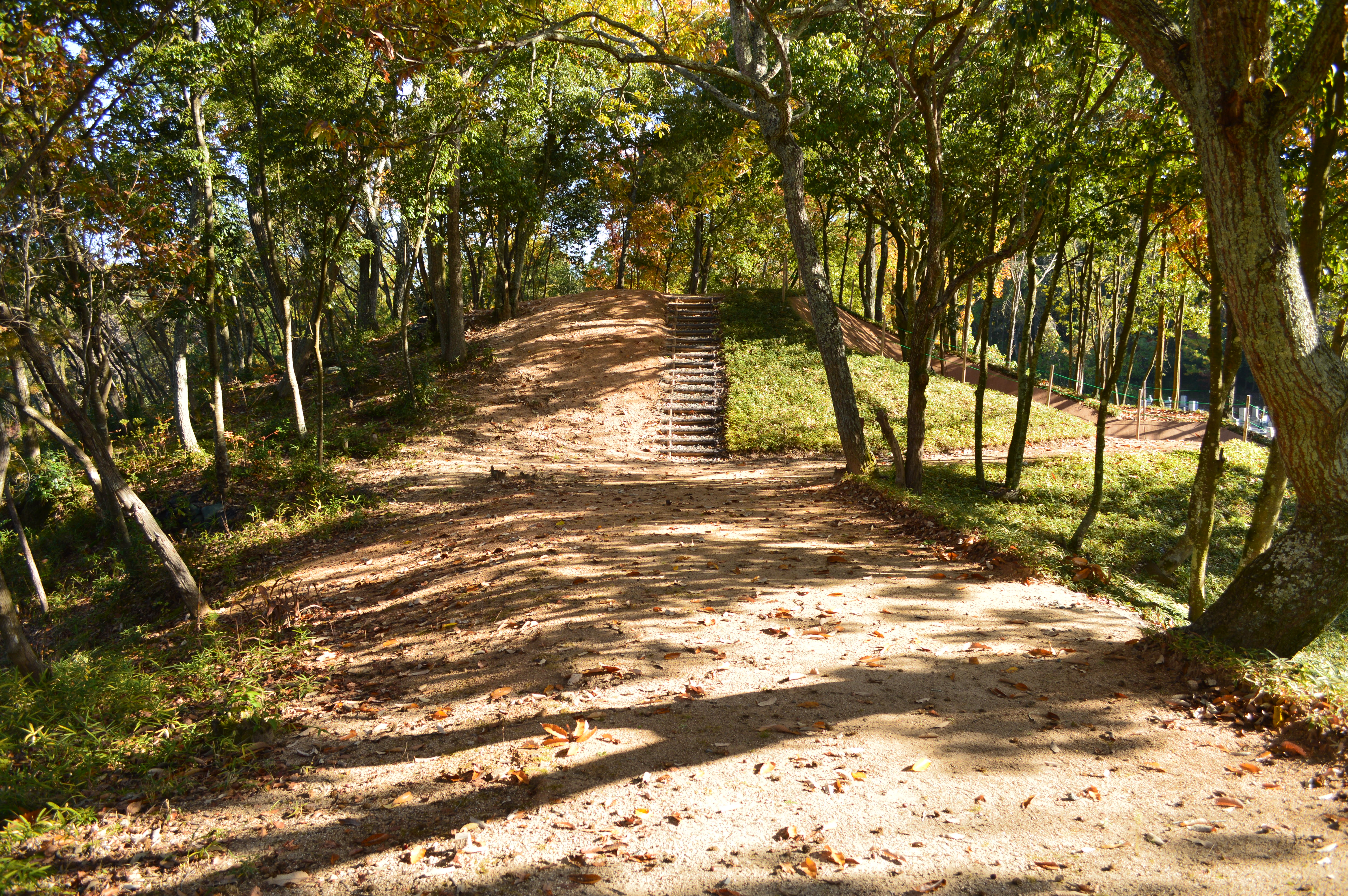
前方部から後円部を望む
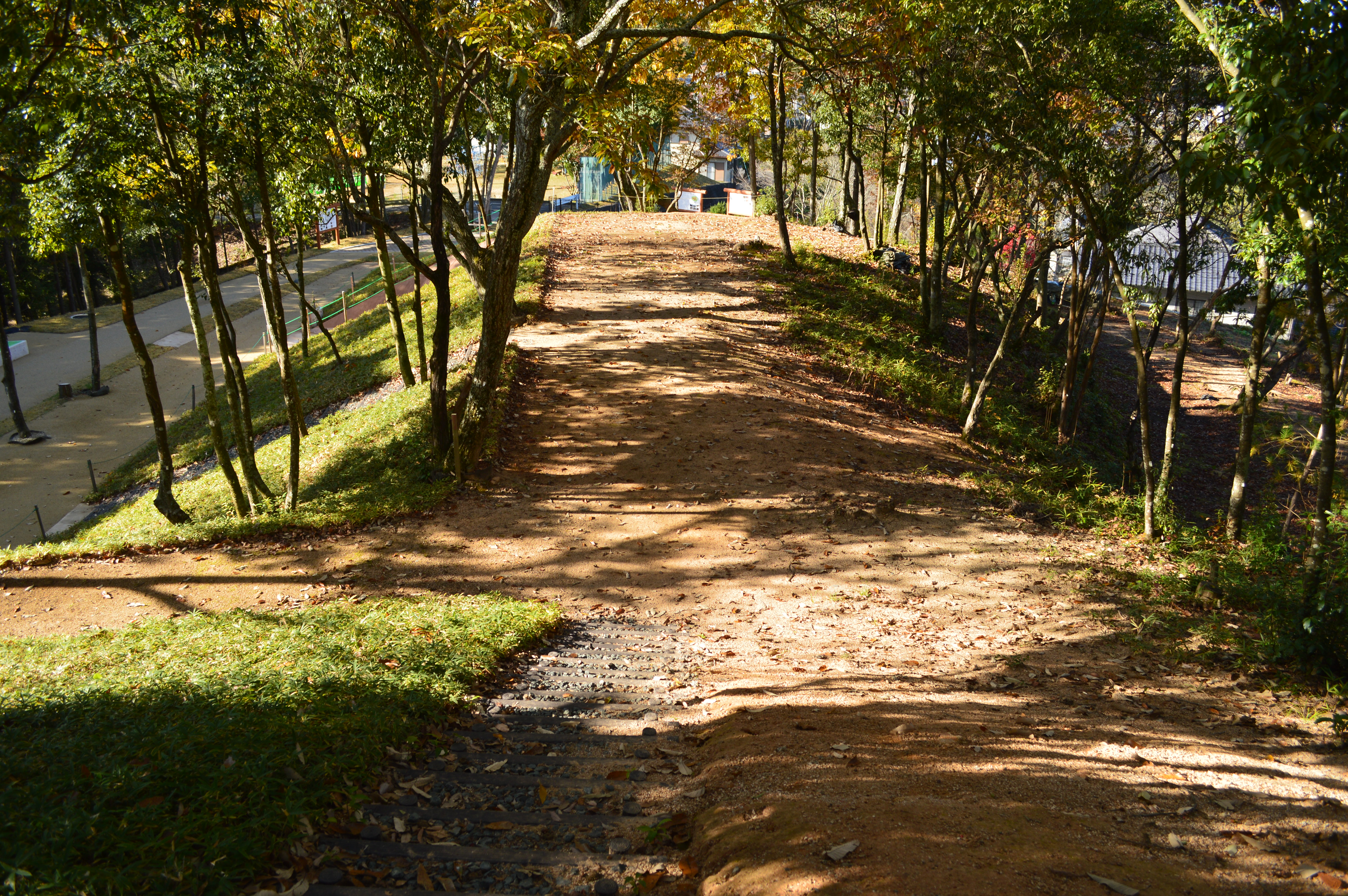
後円部から前方部を望む
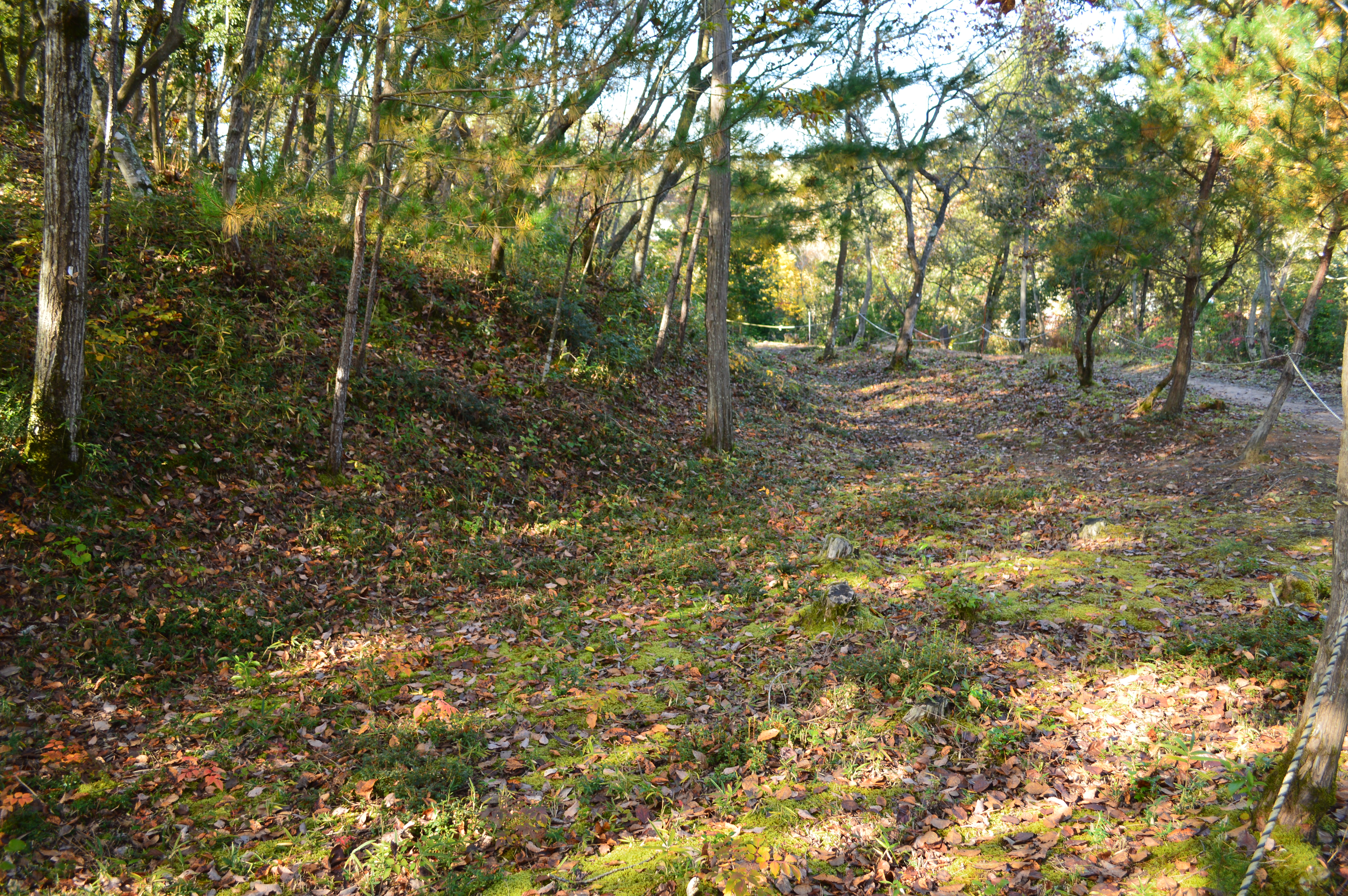
周濠

### 後円部横穴式石室

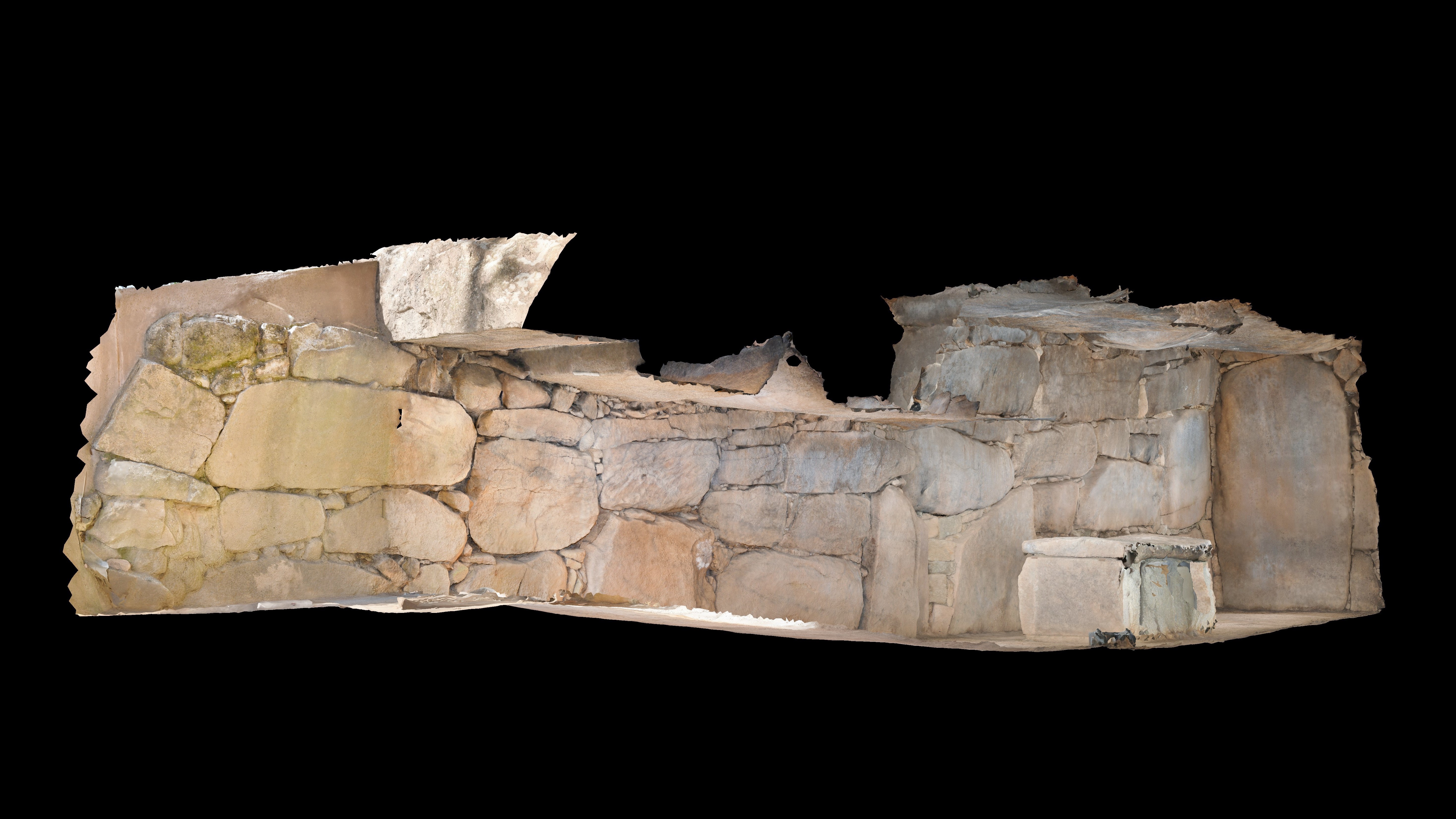
石室パース図

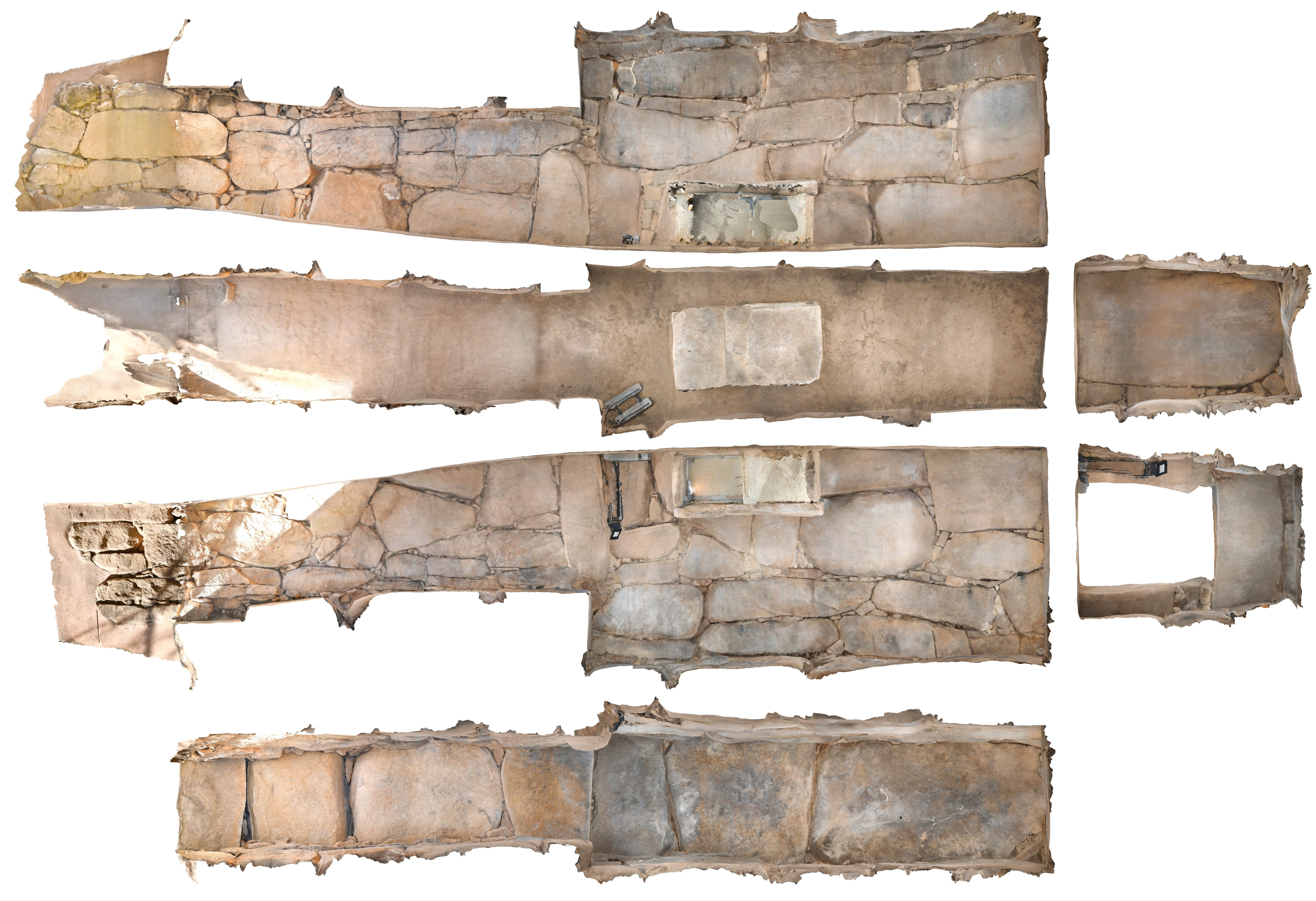
石室展開図

後円部の横穴式石室は両袖式で、長大な玄室と長い羨道をもつ。さらに羨門の前に石積の長い墓道を付設している。玄室の長さは6.7メートル、幅は奥壁に近いところで2.1メートル、玄門に近いところで2.6メートル、高さは奥壁付近で3.3メートル、玄門付近で3.4メートルである。羨道の長さは8.1メートル、幅は玄門部で1.6メートル、羨門部で１.9メートルで、高さは玄門部で2.2メートル、羨門部で2.6メートルある。墓道部は長さ10メートルほどあり、幅はところにより３メートルほどある。石室の用材は自然石を使用し、玄室の奥壁は1枚の大型で扁平な平石をほぼ垂直に立てている。玄室前半部には退化した組み合わせ式家形石棺の残骸があり、石棺の底石がほぼ原位置に近い状況で遺存した。また、石棺の蓋石２枚や小口板２枚などが玄室内の堆積土中から、ばらばらに出土している。蓋石は扁平で、家形石棺の形状ではない。石材は播磨竜山産の凝灰岩である。また玄室奥からは鉄釘が検出されており、石棺とは別に木棺が置かれていたことが想定される。

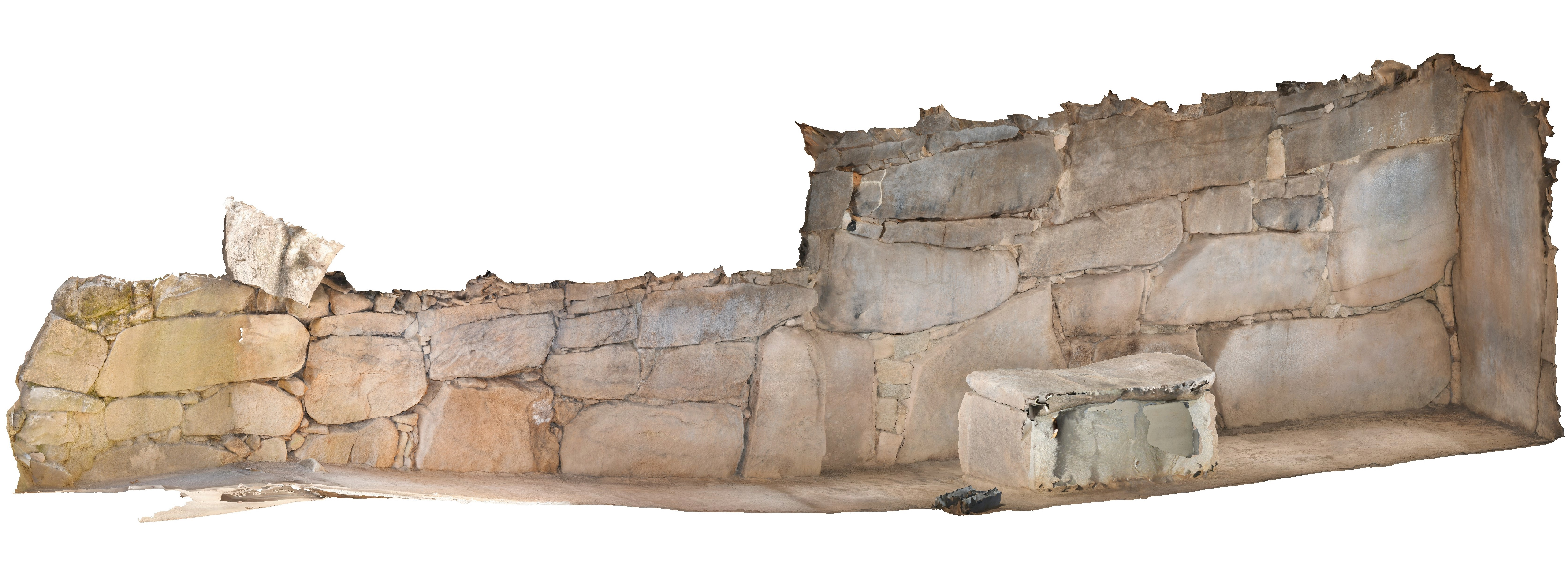
俯瞰図

### 石室内出土遺物
石棺が破壊されていたように、石室内はかなり攪乱されており、原位置を保つ遺物は少なかったが、それでも相当量の遺物が検出されている。それらには、金銅双龍環頭柄頭、鉄刀、鉄矛、鉄鏃などの武器類、楕円形杏葉や鞍金具などの馬具類、鉄釘、刀子がある。金銅双龍環頭柄頭は向かい合った2頭の龍がそれぞれ玉をくわえているデザインで国内では他に例がないものである。また土器類には土師器、須恵器が出土しており、特に須恵器は石室内各所から相当量出土している。

### 年代
出土した須恵器の高坏の透かしの特徴は陶邑窯の型式編年のTK209型式の中段階と新段階に属するものであることから、石室内の初葬の年代は7世紀第1四半期であり、それから、7世紀前半でもやや新しい時期にも追葬が行なわれた可能性が大きいという。西日本で最後に築造された前方後円墳の1つと考えられる。

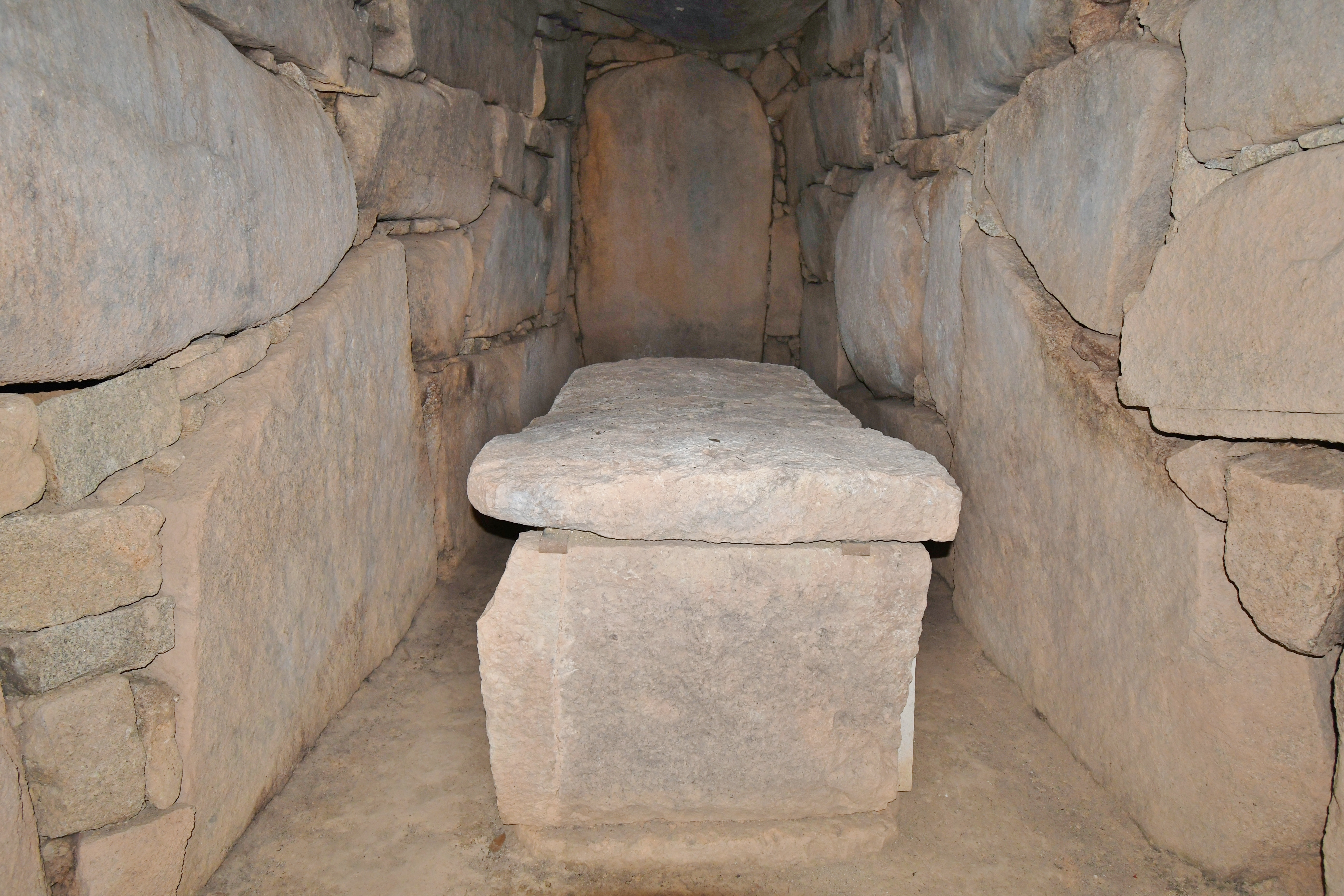
玄室（奥壁方向）
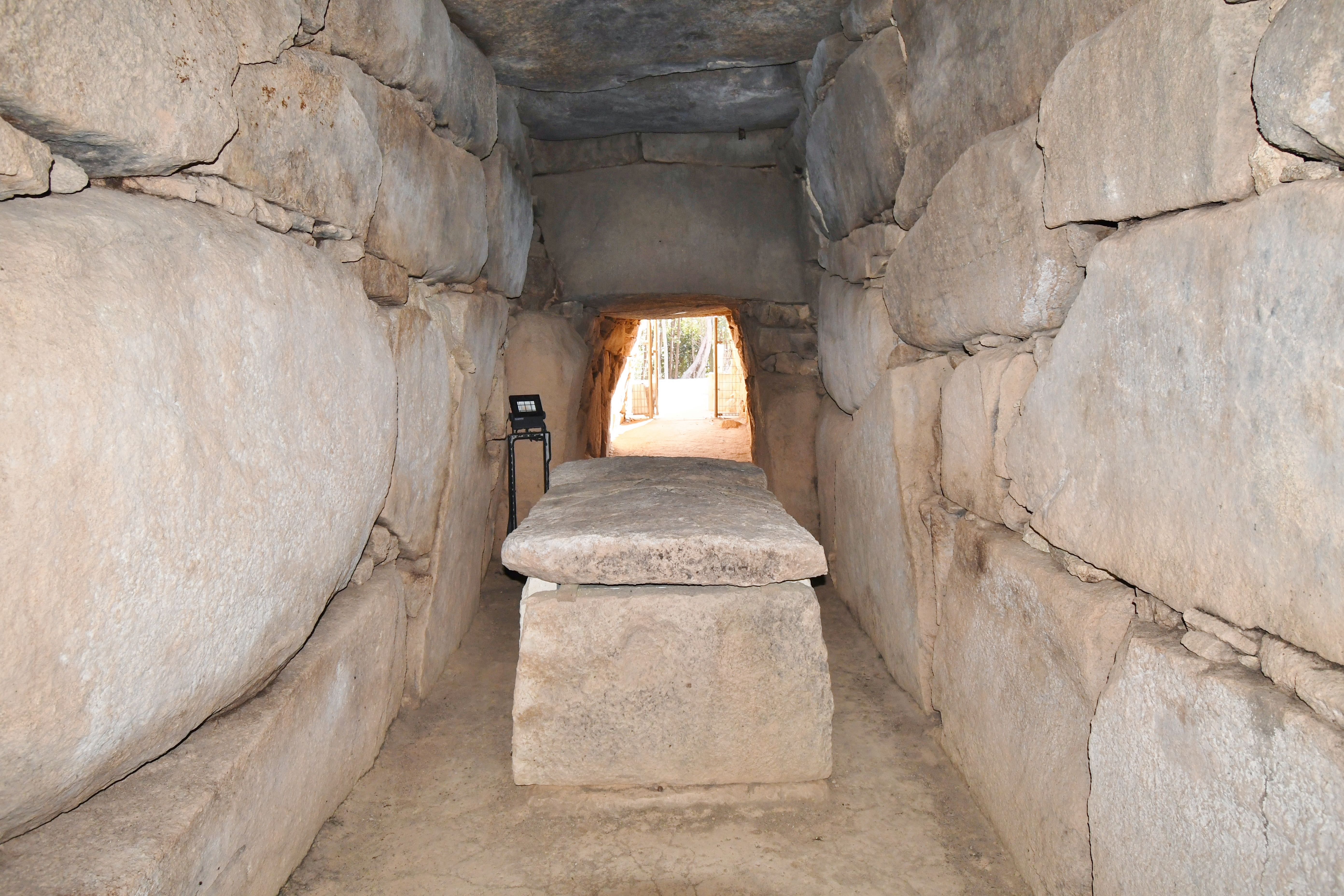
玄室（開口部方向）
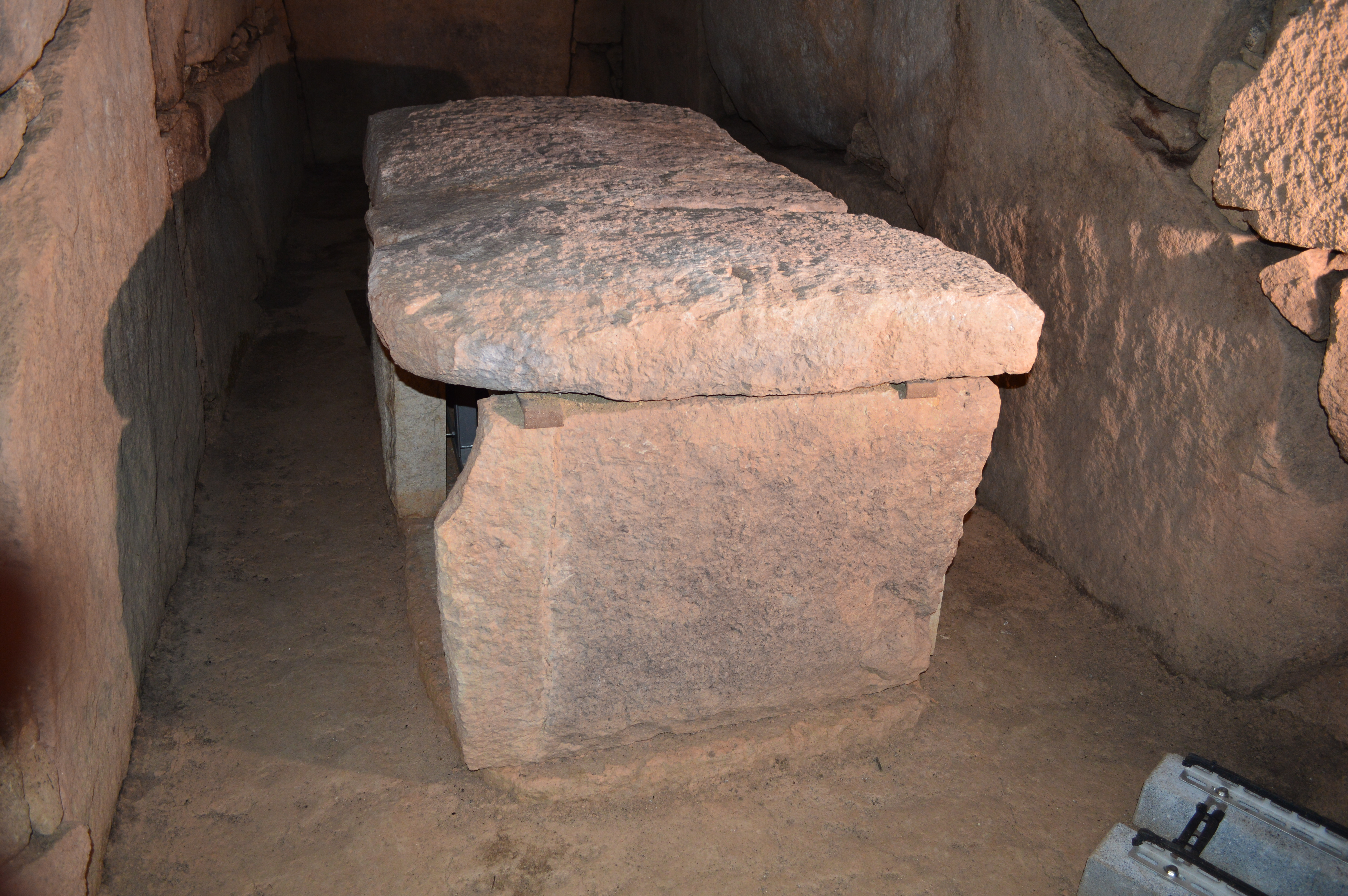
玄室の組合式石棺
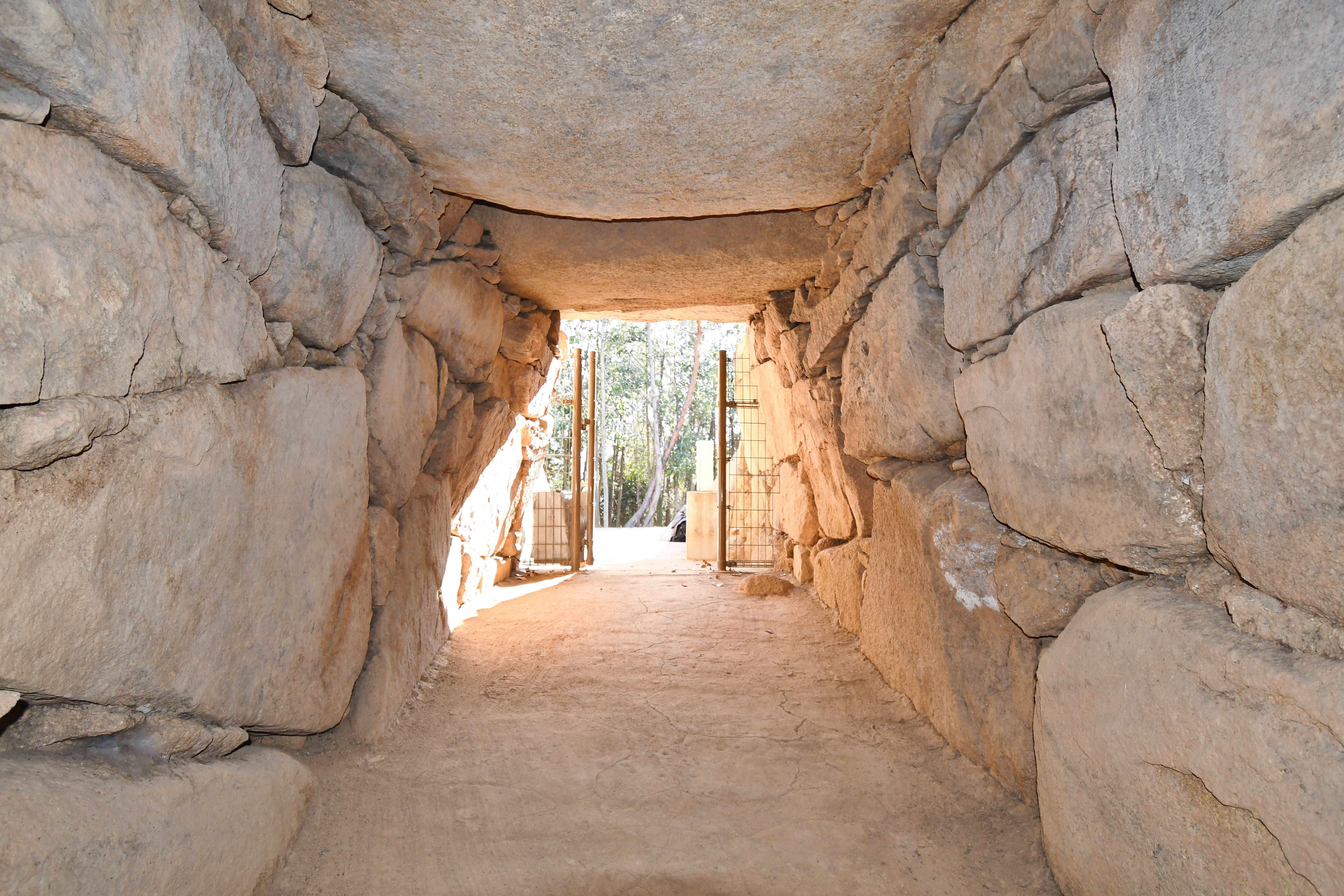
羨道（開口部方向）
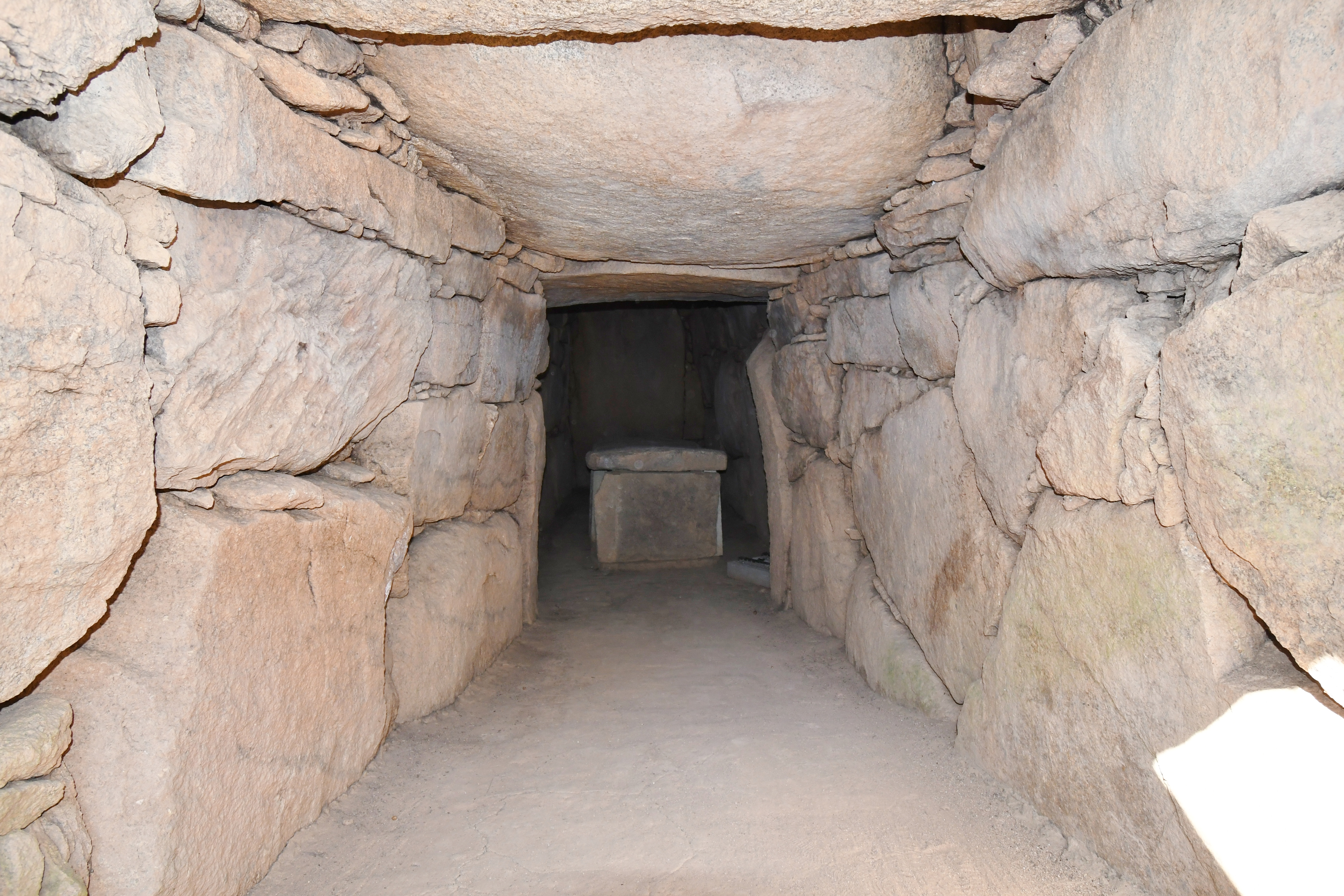
羨道（玄室方向）
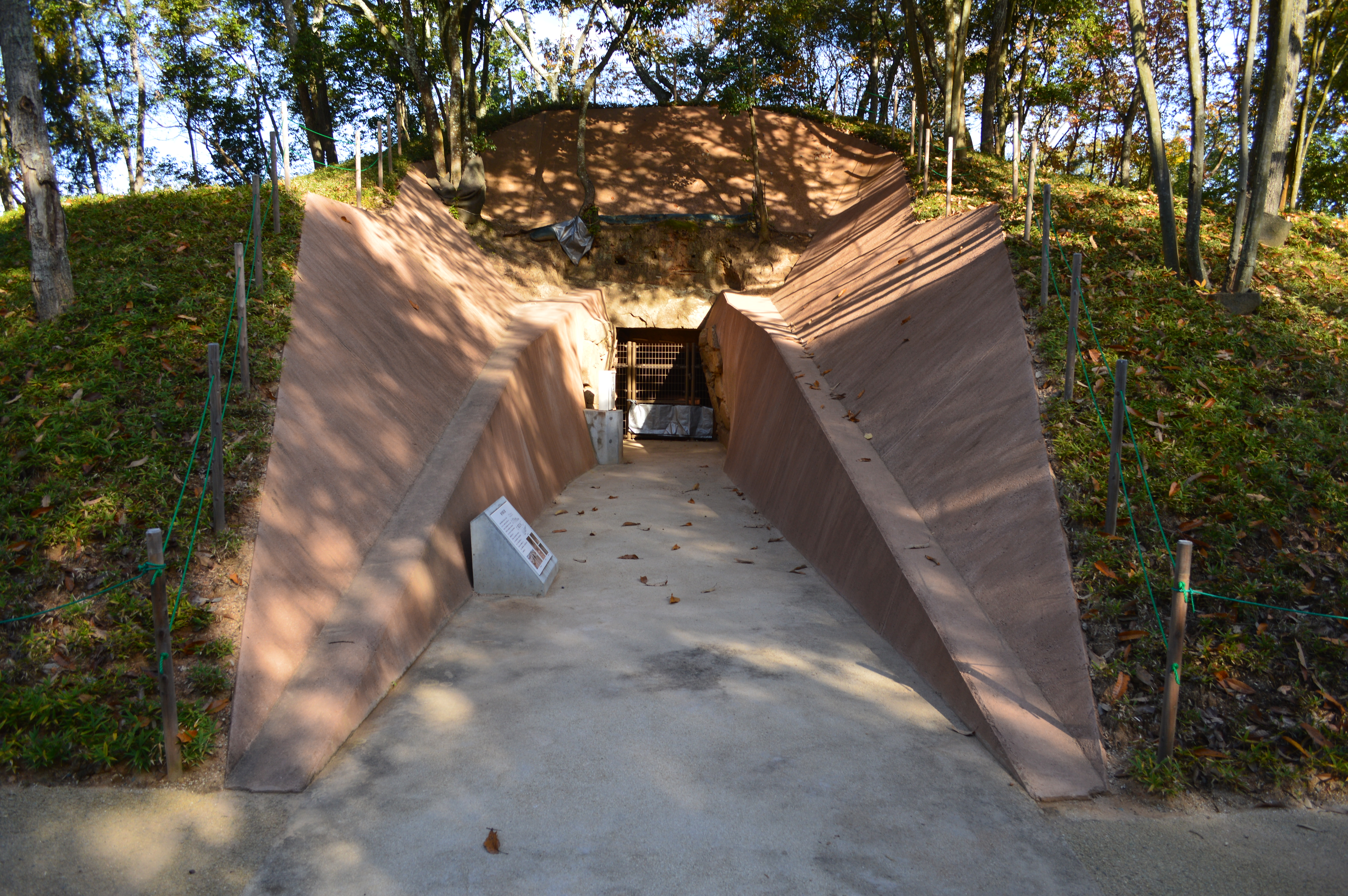
墓道
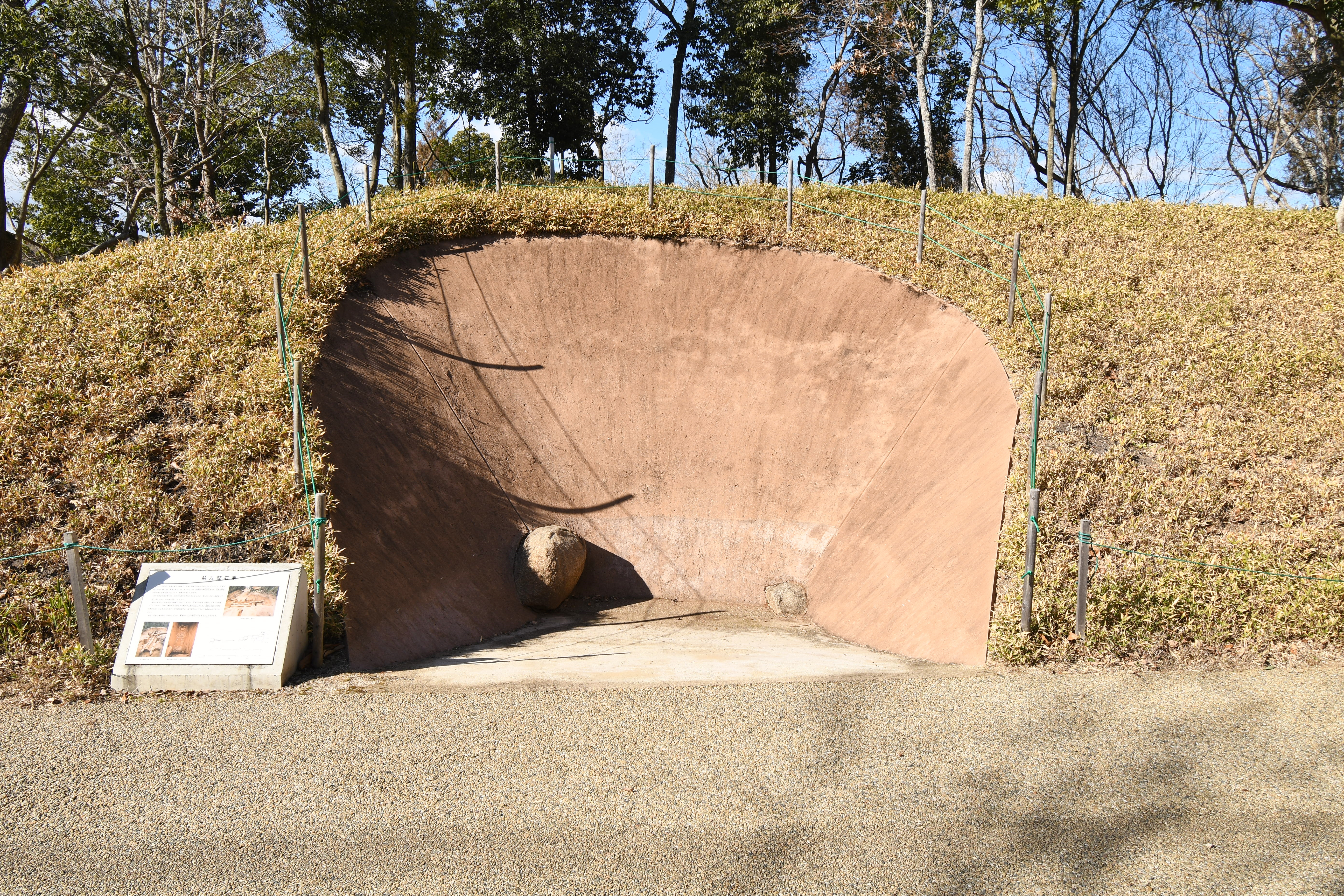
前方部石室
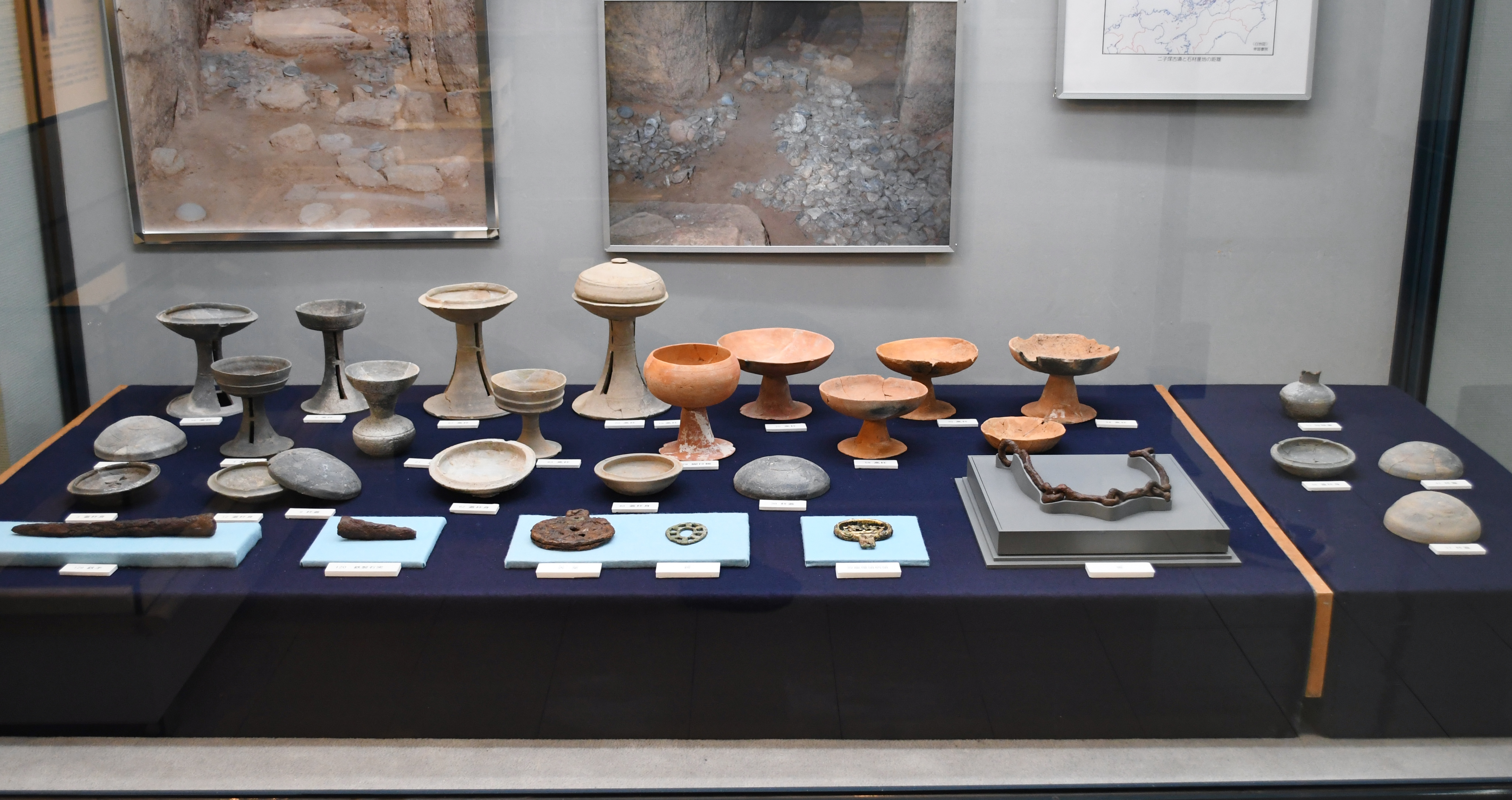
出土品 福山市しんいち歴史民俗博物館展示（他画像も同様）。
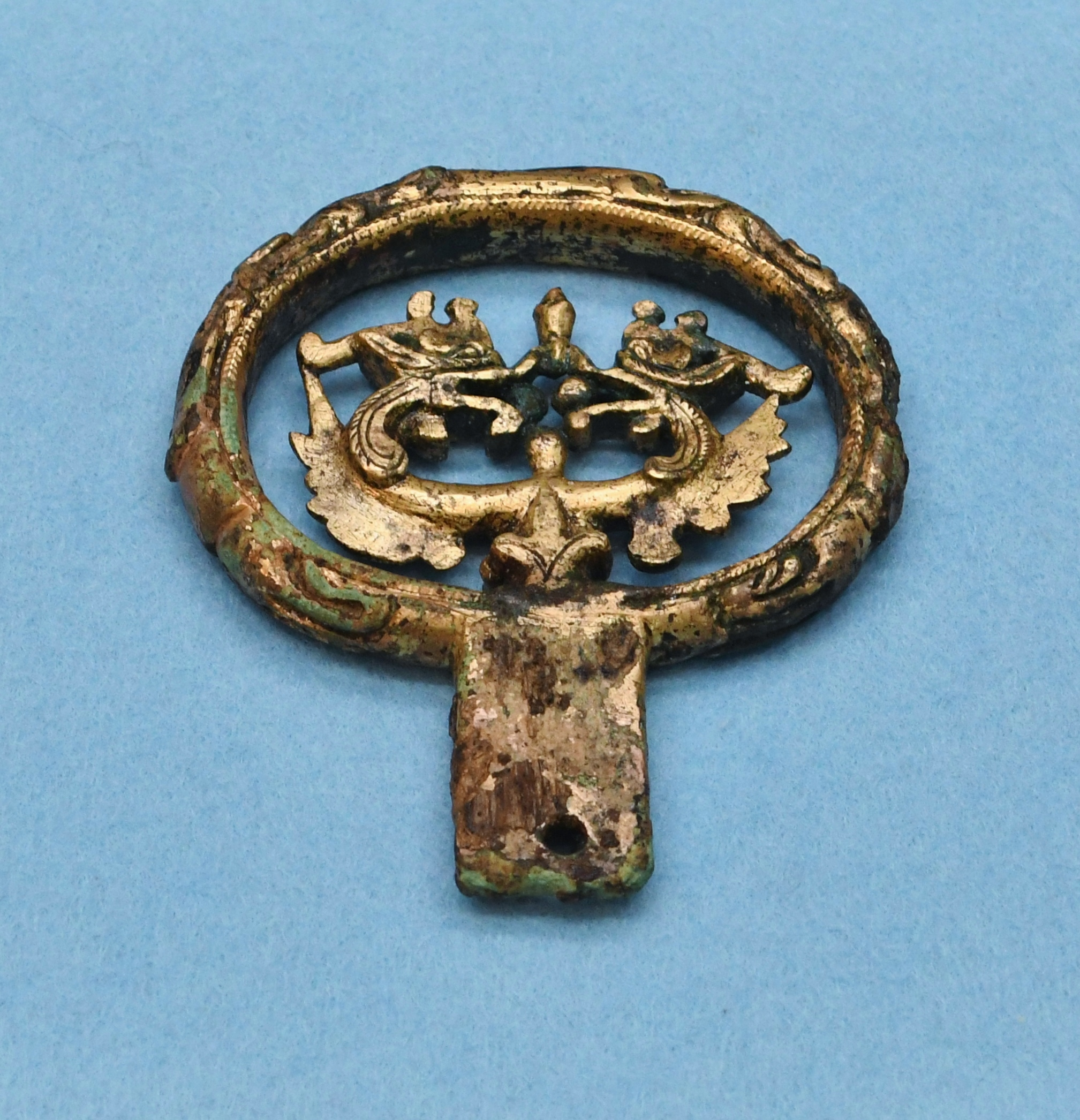
双龍環頭柄頭
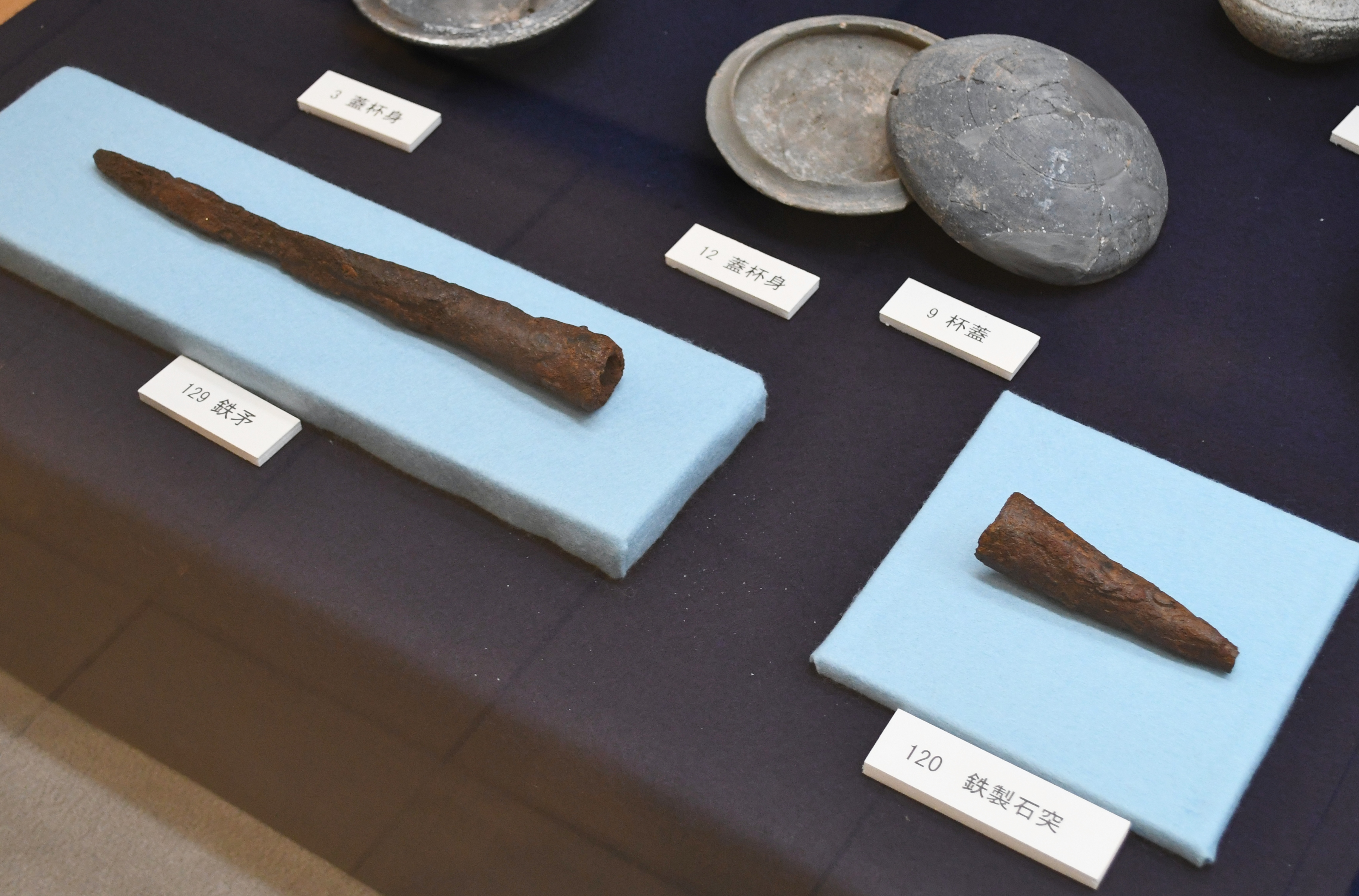
鉄矛・鉄製石突
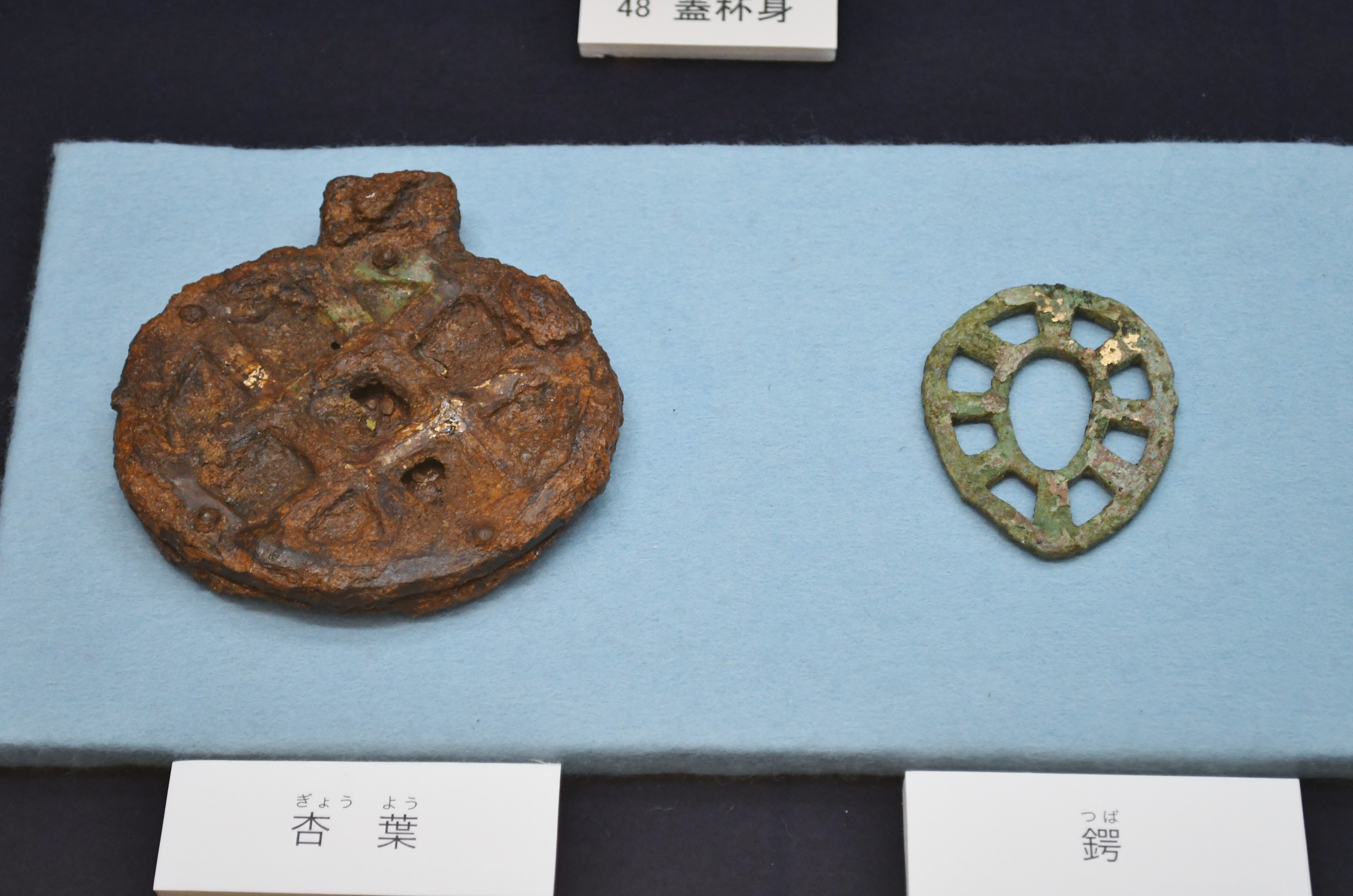
杏葉・鍔
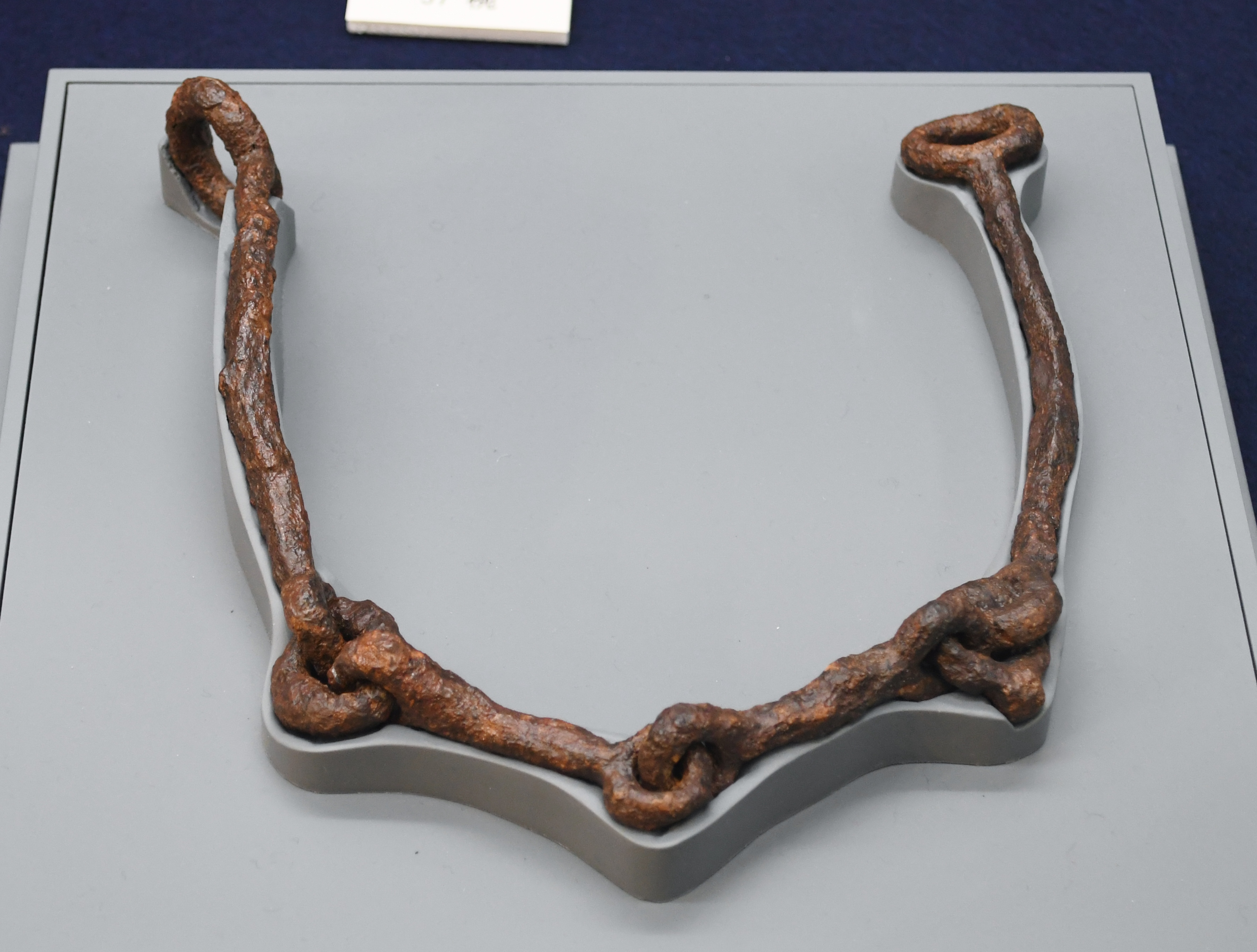
轡

## 文化財

### 国の史跡
- 二子塚古墳 - 2009年（平成21年）7月23日指定[1]。

## 関連文献
（記事執筆に使用していない関連文献）
- 『福山市駅家町 広島県史跡二子塚古墳発掘調査報告書 -2002年度（平成14年度）~2005年度（平成17年度）-』福山市教育委員会、2007年。
- 『国指定史跡二子塚古墳 -福山市駅家町所在-』福山市教育委員会、2009年。
- 『史跡二子塚古墳保存管理計画』福山市教育委員会、2012年。
- 『福山市駅家町 史跡二子塚古墳発掘調査報告書 -第5次調査 2013年度（平成25年度）-（福山市埋蔵文化財調査報告書 第34集）』福山市教育委員会、2015年。